# فلاین
فلاین (به آلمانی: Flein) یک شهر در آلمان است که در هایلبرون واقع شده‌است. فلاین ۶٬۵۶۱ نفر جمعیت دارد.

## خواهرخوانده
شهرهای Onzain و Steinthaleben خواهرخوانده‌های فلاین هستند.